# Arche Noah (1625)
"Arche Noah" (1625) (пол. Arka Noego, укр. "Ковчег Ноя") трищогловий пінк (пінас) військового флоту Речі Посполитої.

## Історія
Ймовірно, був збудований 1625 у Пуцьку. З початком війни з Швецією "Arche Noah" під командуванням Магнуса Весмана (нім. Magnus Wesman) разом з кораблями "Meerman", "König David" 17 травня 1627 вступили у бій з ворожою ескадрою біля Гелю. Наступного дня біля Леби брав участь у сутичці з шведським конвоєм (розірвало одну гармату) і поплив до Колобжегу. Через декілька днів у складі ескадри прорвав блокаду і увійшов до Гданської затоки. У складі другої ескадри брав участь 28 листопада 1627 у битві під Оливою.
2 грудня 1627 був висланий для розвідки разом з "Fliegender Hirsch", Gelber Löwe, "Meerweib". 11 грудня повернувся, зазнавши пошкоджень через шторм. 6 липня 1628 шведське військо з артилерією атакувало флот в усті Вісли біля замку Віслоустя (нім. Weichselmünde). "Arche Noah" успішно відійшов з кораблями вверх по ріці.
В ході 30-річної війни у січні 1629 король Сигізмунд ІІІ Васа віддав кораблі свого флоту Католицькій Лізі. "Meerman" з кораблями прибув 8 лютого до Вісмару. Кораблі були блоковані дансько-шведським флотом. 22 січня 1632 Вісмар капітулював і кораблі захопили шведи. Пінас ввели до шведського флоту під назвою "Noe Ark" і його дальша доля невідома.